# Mylabris punctatissima
Espèce
Mylabris punctatissima est une espèce fossile d'insectes coléoptères de la sous-famille des Meloinae (famille des Meloidae).

## Classification
L'espèce Mylabris punctatissima est décrite en 1935 par le paléontologue français Théobald (1903-1981),. 

### Holotype fossile
L'holotype, de l'ère Cénozoïque, et de l'âge Tortonien (11.62 à 7,246 Ma) vient de la localité de Servières sur la commune de Joursac dans le département du Cantal, en Auvergne,. L'échantillon 1 vient de la collection du laboratoire de géologie de Clermont-Ferrand.

### Étymologie
L'épithète spécifique latin : punctatissima signifie « le plus ponctué ».

## Description

### Caractères
L'insecte est incomplet et 

« Est représenté par un fragment d'une élytre.
Surface finement ponctuée, les points très serrés les uns contre les autres, légèrement plus fins vers la suture, plus gros vers le bord marginal. Coloration brun foncé avec taches rousses (1) ; une première tache continue occupant toute la base, une tache médiane n'atteignant pas le bord sutural. Le bord antérieur de cette tache présente deux pointes mousses ; le bord postérieur une encoche. La tache apicale manque.
Élytre de forme allongée : bord antérieur légèrement concave. Épaule à peine marquée. Bords rapprochés vers l'arrière. ».

### Dimensions
La longueur totale de l'élytre est de 11 mm et sa largeur de 3,5 mm.

### Affinités
« Rappelle par la disposition des taches Mylabris variabilis Pall. des régions méditerranéennes, mais leur forme est différente. ».

## Biologie
« Les adultes vivent sur les fleurs. Les larves vivent aux dépens des pontes et des larves des Acridiens et des Blattes. ».

## Galerie
- Quelques espèces vivantes du genre Mylabris.
- Mylabris pustulata vue à Karnataka.
- Mylabre à quatre points, profil.
- Mylabris variabilis.
- Mylabris oculata.

### Publication originale
- [1935] Nicolas Théobald, Taxonomic names, in La faune entomologique des gisements Mio-Pliocènes du Massif Central, vol. (N. S.) 1, coll. « Revue des Sciences Naturelles d'Auvergne », 1935, 65-104 p. (DOI 10.5281/ZENODO.25694)